# Bundestagswahlkreis Chemnitz
Der Bundestagswahlkreis Chemnitz ist ein Wahlkreis in Sachsen, den es in dieser Form seit der Bundestagswahl 2002 gibt. Er umfasst die kreisfreie Stadt Chemnitz und hatte bei der letzten Bundestagswahl 2025 die Wahlkreisnummer 161.

## Bundestagswahl 2025
| Kandidaten                                             | Kandidaten                     | Parteien/Listen       | Erststimmen | Erststimmen | Zweitstimmen | Zweitstimmen |
| Kandidaten                                             | Kandidaten                     | Parteien/Listen       | Stimmen     | %           | Stimmen      | %            |
| ------------------------------------------------------ | ------------------------------ | --------------------- | ----------- | ----------- | ------------ | ------------ |
|                                                        | Detlef Müller                  | SPD                   | 24.128      | 16,7        | 15.988       | 11,1         |
|                                                        | Nora Seitz                     | CDU                   | 30.868      | 21,4        | 28.001       | 19,4         |
|                                                        | Christin Furtenbacher          | Bündnis 90/Die Grünen | 6.554       | 4,5         | 9.579        | 6,6          |
|                                                        | Norma Grube                    | FDP                   | 3.314       | 2,3         | 4.524        | 3,1          |
|                                                        | Alexander Gaulandgewählt im WK | AfD                   | 46.401      | 32,2        | 47.112       | 32,7         |
|                                                        | Marten Henning                 | Die Linke             | 14.349      | 10,0        | 17.648       | 12,2         |
|                                                        | Sven Galambos                  | Freie Wähler          | 2.066       | 1,4         | 1.404        | 1,0          |
|                                                        | –                              | Tierschutzpartei      | –           | –           | 1.817        | 1,3          |
|                                                        | Tommy Nguyen                   | Die PARTEI            | 1.511       | 1,0         | 909          | 0,6          |
|                                                        | –                              | Piraten               | –           | –           | 206          | 0,1          |
|                                                        | Sebastian Töpper               | Volt                  | 845         | 0,6         | 803          | 0,6          |
|                                                        | Eric Clausnitzer               | PdH                   | 365         | 0,3         | 213          | 0,1          |
|                                                        | –                              | MLPD                  | –           | –           | 73           | 0,1          |
|                                                        | Thomas Goebel                  | Bündnis Deutschland   | 556         | 0,4         | 441          | 0,3          |
|                                                        | Christian Schweiger            | BSW                   | 13.190      | 9,2         | 15.511       | 10,8         |
| Gesamt                                                 | Gesamt                         | Gesamt                | 144.147     | 100         | 144.229      | 100          |
|                                                        |                                |                       |             |             |              |              |
| Ungültige Stimmen                                      | Ungültige Stimmen              | Ungültige Stimmen     | 774         | 0,5         | 692          | 0,5          |
| Wähler                                                 | Wähler                         | Wähler                | 144.921     | 79,1        | 144.921      | 79,1         |
| Wahlberechtigte                                        | Wahlberechtigte                | Wahlberechtigte       | 183.295     |             | 183.295      |              |
|                                                        |                                |                       |             |             |              |              |
| Quellen: Die Bundeswahlleiterin, Kandidaten – Ergebnis |                                |                       |             |             |              |              |

## Geschichte
| Wahl      | Wahlkreisname  | Gebiet                                                                        |
| --------- | -------------- | ----------------------------------------------------------------------------- |
| 1990–1998 | 323 Chemnitz I | von der Stadt Chemnitz die ehemaligen Stadtbezirke Mitte-Nord, West und Süd I |
| 2002–2005 | 164 Chemnitz   | Stadt Chemnitz                                                                |
| 2009      | 163 Chemnitz   | Stadt Chemnitz                                                                |
| 2013–2021 | 162 Chemnitz   | Stadt Chemnitz                                                                |
| 2025–     | 161 Chemnitz   | Stadt Chemnitz                                                                |

## Wahlkreisabgeordnete
| Wahl | Abgeordneter | Abgeordneter      | Partei | Stimmen in % |
| ---- | ------------ | ----------------- | ------ | ------------ |
| 1990 |              | Rudolf Meinl      | CDU    | 43,1         |
| 1994 | 43,1         | Rudolf Meinl      | CDU    |              |
| 1998 |              | Jelena Hoffmann   | SPD    | 32,4         |
| 2002 | 35,0         | Jelena Hoffmann   | SPD    |              |
| 2005 |              | Detlef Müller     | SPD    | 28,4         |
| 2009 |              | Frank Heinrich    | CDU    | 34,1         |
| 2013 | 41,7         | Frank Heinrich    | CDU    |              |
| 2017 | 26,6         | Frank Heinrich    | CDU    |              |
| 2021 |              | Detlef Müller     | SPD    | 25,1         |
| 2025 |              | Alexander Gauland | AfD    | 32,2         |

## Historische Wahlergebnisse

### Bundestagswahl 2021
| Kandidaten                     | Kandidaten                 | Parteien/Listen      | Erststimmen | Erststimmen | Zweitstimmen | Zweitstimmen |
| Kandidaten                     | Kandidaten                 | Parteien/Listen      | Stimmen     | %           | Stimmen      | %            |
| ------------------------------ | -------------------------- | -------------------- | ----------- | ----------- | ------------ | ------------ |
|                                | Michael Klonovsky          | AfD                  | 30.502      | 21,9        | 30.089       | 21,6         |
|                                | Frank Heinrich             | CDU                  | 25.801      | 18,5        | 20.713       | 14,8         |
|                                | Tim Detzner                | Linke                | 15.229      | 10,9        | 15.008       | 10,8         |
|                                | Detlef Müllergewählt im WK | SPD                  | 34.958      | 25,1        | 32.616       | 23,4         |
|                                | Frank Müller-Rosentritt    | FDP                  | 13.934      | 10,0        | 15.781       | 11,3         |
|                                | Karola Köpferl             | Grüne                | 9.934       | 7,1         | 12.680       | 9,1          |
|                                | –                          | Tierschutzpartei     | –           | –           | 2.620        | 1,9          |
|                                | Paul Thomas Vogel          | Die PARTEI           | 3.997       | 2,9         | 2.280        | 1,6          |
|                                | –                          | NPD                  | –           | –           | 252          | 0,2          |
|                                | –                          | FREIE WÄHLER         | –           | –           | 1.997        | 1,4          |
|                                | –                          | PIRATEN              | –           | –           | 440          | 0,3          |
|                                | Bert Rohne                 | ÖDP                  | 679         | 0,5         | 359          | 0,3          |
|                                | Thomas Lörinczy            | V-Partei³            | 622         | 0,4         | 320          | 0,2          |
|                                | –                          | MLPD                 | –           | –           | 90           | 0,1          |
|                                | Norman Lienow              | dieBasis             | 2.492       | 1,8         | 2.097        | 1,5          |
|                                | –                          | Bündnis C            | –           | –           | 378          | 0,3          |
|                                | −                          | III. Weg             | –           | –           | 164          | 0,1          |
|                                | –                          | DKP                  | –           | –           | 133          | 0,1          |
|                                | –                          | Die Humanisten       | –           | –           | 296          | 0,2          |
|                                | –                          | Gesundheitsforschung | –           | –           | 609          | 0,4          |
|                                | –                          | Team Todenhöfer      | –           | –           | 311          | 0,2          |
|                                | –                          | Volt                 | –           | –           | 346          | 0,2          |
|                                | Daniel Richter             | Einzelbewerber       | 518         | 0,4         | –            | –            |
|                                | Jörg Weidemann             | Einzelbewerber       | 362         | 0,3         | –            | –            |
|                                | Hans Sieghard Röhder       | Einzelbewerber       | 301         | 0,2         | –            | –            |
| Gesamt                         | Gesamt                     | Gesamt               | 139.329     | 100         | 139.579      | 100          |
|                                |                            |                      |             |             |              |              |
| Ungültige Stimmen              | Ungültige Stimmen          | Ungültige Stimmen    | 1.371       | 1,0         | 1.121        | 0,8          |
| Wähler                         | Wähler                     | Wähler               | 140.700     | 74,6        | 140.700      | 74,6         |
| Wahlberechtigte                | Wahlberechtigte            | Wahlberechtigte      | 188.691     |             | 188.691      |              |
|                                |                            |                      |             |             |              |              |
| Quellen: Der Bundeswahlleiter, |                            |                      |             |             |              |              |

### Bundestagswahl 2017
| Kandidaten                     | Kandidaten                  | Parteien/Listen   | Erststimmen | Erststimmen | Zweitstimmen | Zweitstimmen |
| Kandidaten                     | Kandidaten                  | Parteien/Listen   | Stimmen     | %           | Stimmen      | %            |
| ------------------------------ | --------------------------- | ----------------- | ----------- | ----------- | ------------ | ------------ |
|                                | Frank Heinrichgewählt im WK | CDU               | 38.653      | 26,6        | 36.270       | 24,9         |
|                                | Michael Leutert             | LINKE             | 28.213      | 19,4        | 28.010       | 19,2         |
|                                | Detlef Müller               | SPD               | 22.413      | 15,4        | 17.373       | 11,9         |
|                                | Nico Köhler                 | AfD               | 34.598      | 23,8        | 35.456       | 24,3         |
|                                | Meike Roden                 | GRÜNE             | 6.157       | 4,2         | 6.818        | 4,7          |
|                                | –                           | NPD               | –           | –           | 1.149        | 0,8          |
|                                | Frank Müller-Rosentritt     | FDP               | 9.335       | 6,4         | 12.184       | 8,4          |
|                                | Toni Rotter                 | PIRATEN           | 1.403       | 1,0         | 874          | 0,6          |
|                                | –                           | FREIE WÄHLER      | –           | –           | 1.299        | 0,9          |
|                                | Stephan Hochstein           | BüSo              | 789         | 0,5         | 255          | 0,2          |
|                                | –                           | MLPD              | –           | –           | 156          | 0,1          |
|                                | –                           | BGE               | –           | –           | 478          | 0,3          |
|                                | –                           | DiB               | –           | –           | 407          | 0,3          |
|                                | –                           | ÖDP               | –           | –           | 308          | 0,2          |
|                                | Paul Thomas Vogel           | Die PARTEI        | 3.432       | 2,4         | 2.746        | 1,9          |
|                                | –                           | Tierschutzpartei  | –           | –           | 2.042        | 1,4          |
|                                | –                           | V-Partei³         | –           | –           | 277          | 0,2          |
| Gesamt                         | Gesamt                      | Gesamt            | 145.553     | 100         | 145.871      | 100          |
|                                |                             |                   |             |             |              |              |
| Ungültige Stimmen              | Ungültige Stimmen           | Ungültige Stimmen | 1.665       | 1,1         | 1.347        | 0,9          |
| Wähler                         | Wähler                      | Wähler            | 147.218     | 75,1        | 147.218      | 75,1         |
| Wahlberechtigte                | Wahlberechtigte             | Wahlberechtigte   | 195.929     |             | 195.929      |              |
|                                |                             |                   |             |             |              |              |
| Quellen: Der Bundeswahlleiter, |                             |                   |             |             |              |              |

### Bundestagswahl 2013
| Kandidaten                     | Kandidaten                  | Parteien/Listen   | Erststimmen | Erststimmen | Zweitstimmen | Zweitstimmen |
| Kandidaten                     | Kandidaten                  | Parteien/Listen   | Stimmen     | %           | Stimmen      | %            |
| ------------------------------ | --------------------------- | ----------------- | ----------- | ----------- | ------------ | ------------ |
|                                | Frank Heinrichgewählt im WK | CDU               | 55.909      | 41,7        | 52.380       | 38,9         |
|                                | Michael Leutert             | LINKE             | 31.992      | 23,8        | 31.014       | 23,1         |
|                                | Detlef Müller               | SPD               | 28.101      | 20,9        | 23.558       | 17,5         |
|                                | Kristian Reinhold           | FDP               | 2.724       | 2,0         | 3.865        | 2,9          |
|                                | Petra Zais                  | GRÜNE             | 6.475       | 4,8         | 7.168        | 5,3          |
|                                | Ines Schreiber              | NPD               | 4.661       | 3,5         | 3.135        | 2,3          |
|                                | –                           | BüSo              | –           | –           | 170          | 0,1          |
|                                | –                           | MLPD              | –           | –           | 184          | 0,1          |
|                                | –                           | AfD               | –           | –           | 8.138        | 6,0          |
|                                | –                           | pro Deutschland   | –           | –           | 537          | 0,4          |
|                                | –                           | Freie Wähler      | –           | –           | 1.081        | 0,8          |
|                                | Toni Rotter                 | PIRATEN           | 2.808       | 2,1         | 3.298        | 2,5          |
|                                | Tobias Göthert              | Die PARTEI        | 1.505       | 1,1         | –            | –            |
| Gesamt                         | Gesamt                      | Gesamt            | 134.175     | 100         | 134.528      | 100          |
|                                |                             |                   |             |             |              |              |
| Ungültige Stimmen              | Ungültige Stimmen           | Ungültige Stimmen | 1.701       | 1,3         | 1.348        | 1,0          |
| Wähler                         | Wähler                      | Wähler            | 135.876     | 67,5        | 135.876      | 67,5         |
| Wahlberechtigte                | Wahlberechtigte             | Wahlberechtigte   | 201.249     |             | 201.249      |              |
|                                |                             |                   |             |             |              |              |
| Quellen: Der Bundeswahlleiter, |                             |                   |             |             |              |              |

### Bundestagswahl 2009
| Kandidaten                     | Kandidaten                  | Parteien/Listen       | Erststimmen | Erststimmen | Zweitstimmen | Zweitstimmen |
| Kandidaten                     | Kandidaten                  | Parteien/Listen       | Stimmen     | %           | Stimmen      | %            |
| ------------------------------ | --------------------------- | --------------------- | ----------- | ----------- | ------------ | ------------ |
|                                | Frank Heinrichgewählt im WK | CDU                   | 45.876      | 34,1        | 41.081       | 30,5         |
|                                | Detlef Müller               | SPD                   | 27.060      | 20,1        | 22.991       | 17,1         |
|                                | Michael Leutert             | Die Linke.            | 37.433      | 27,9        | 38.448       | 28,6         |
|                                | Robin John                  | FDP                   | 12.106      | 9,0         | 17.147       | 12,7         |
|                                | Petra Zais                  | Bündnis 90/Die Grünen | 8.109       | 6,0         | 9.524        | 7,1          |
|                                | Jörg Schubert               | NPD                   | 3.800       | 2,8         | 3.651        | 2,7          |
|                                | –                           | BüSo                  | –           | –           | 813          | 0,6          |
|                                | –                           | REP                   | –           | –           | 537          | 0,4          |
|                                | –                           | MLPD                  | –           | –           | 305          | 0,2          |
| Gesamt                         | Gesamt                      | Gesamt                | 134.384     | 100         | 134.497      | 100          |
|                                |                             |                       |             |             |              |              |
| Ungültige Stimmen              | Ungültige Stimmen           | Ungültige Stimmen     | 1.716       | 1,3         | 1.603        | 1,2          |
| Wähler                         | Wähler                      | Wähler                | 136.100     | 66,2        | 136.100      | 66,2         |
| Wahlberechtigte                | Wahlberechtigte             | Wahlberechtigte       | 205.652     |             | 205.652      |              |
|                                |                             |                       |             |             |              |              |
| Quellen: Der Bundeswahlleiter, |                             |                       |             |             |              |              |

### Bundestagswahl 2005
| Kandidaten                     | Kandidaten                 | Parteien/Listen       | Erststimmen | Erststimmen | Zweitstimmen | Zweitstimmen |
| Kandidaten                     | Kandidaten                 | Parteien/Listen       | Stimmen     | %           | Stimmen      | %            |
| ------------------------------ | -------------------------- | --------------------- | ----------- | ----------- | ------------ | ------------ |
|                                | Michael Lohse              | CDU                   | 43.711      | 28,1        | 37.904       | 24,3         |
|                                | Detlef Müllergewählt im WK | SPD                   | 44.240      | 28,4        | 41.587       | 26,7         |
|                                | Klaus Bartl                | Die Linke.            | 41.369      | 26,6        | 41.092       | 26,4         |
|                                | Wolfgang Meyer             | FDP                   | 10.781      | 6,9         | 14.825       | 9,5          |
|                                | Annekathrin Giegengack     | Bündnis 90/Die Grünen | 5.882       | 3,8         | 8.574        | 5,5          |
|                                | Winfried Petzold           | NPD                   | 4.582       | 2,9         | 5.018        | 3,2          |
|                                | Martin Kohlmann            | REP                   | 3.093       | 2,0         | 2.641        | 1,7          |
|                                | –                          | PBC                   | –           | –           | 858          | 0,6          |
|                                | Felix Hoffmann             | BüSo                  | 1.998       | 1,3         | 1.063        | 0,7          |
|                                | –                          | AGFG                  | –           | –           | 1.361        | 0,9          |
|                                | –                          | MLPD                  | –           | –           | 224          | 0,1          |
|                                | –                          | PSG                   | –           | –           | 251          | 0,2          |
| Gesamt                         | Gesamt                     | Gesamt                | 155.656     | 100         | 155.857      | 100          |
|                                |                            |                       |             |             |              |              |
| Ungültige Stimmen              | Ungültige Stimmen          | Ungültige Stimmen     | 2.439       | 1,5         | 2.238        | 1,4          |
| Wähler                         | Wähler                     | Wähler                | 158.095     | 76,0        | 158.095      | 76,0         |
| Wahlberechtigte                | Wahlberechtigte            | Wahlberechtigte       | 207.889     |             | 207.889      |              |
|                                |                            |                       |             |             |              |              |
| Quellen: Der Bundeswahlleiter, |                            |                       |             |             |              |              |

### Bundestagswahl 2002
| Kandidaten                     | Kandidaten                   | Parteien/Listen   | Erststimmen | Erststimmen | Zweitstimmen | Zweitstimmen |
| Kandidaten                     | Kandidaten                   | Parteien/Listen   | Stimmen     | %           | Stimmen      | %            |
| ------------------------------ | ---------------------------- | ----------------- | ----------- | ----------- | ------------ | ------------ |
|                                | Thomas Hermsdorfer           | CDU               | 45.792      | 29,6        | 41.091       | 26,5         |
|                                | Jelena Hoffmanngewählt im WK | SPD               | 54.228      | 35,0        | 55.119       | 35,5         |
|                                | Evelyn Kenzler               | PDS               | 32.425      | 20,9        | 30.574       | 19,7         |
|                                | Manfred Hastedt              | GRÜNE             | 5.865       | 3,8         | 7.856        | 5,1          |
|                                | Andreas Schmalfuß            | FDP               | 9.342       | 6,0         | 10.903       | 7,0          |
|                                | Martin Kohlmann              | REP               | 4.504       | 2,9         | 3.271        | 2,1          |
|                                | −                            | NPD               | –           | –           | 1.150        | 0,7          |
|                                | Frank Heinrich               | PBC               | 1.509       | 1,0         | 1.013        | 0,7          |
|                                | Ralph Liebig                 | GRAUE             | 1.282       | 0,8         | 981          | 0,6          |
|                                | –                            | BüSo              | –           | –           | 267          | 0,2          |
|                                | –                            | Schill            | –           | –           | 2.939        | 1,9          |
| Gesamt                         | Gesamt                       | Gesamt            | 154.947     | 100         | 155.164      | 100          |
|                                |                              |                   |             |             |              |              |
| Ungültige Stimmen              | Ungültige Stimmen            | Ungültige Stimmen | 2.378       | 1,5         | 2.161        | 1,4          |
| Wähler                         | Wähler                       | Wähler            | 157.325     | 74,5        | 157.325      | 74,5         |
| Wahlberechtigte                | Wahlberechtigte              | Wahlberechtigte   | 211.051     |             | 211.051      |              |
|                                |                              |                   |             |             |              |              |
| Quellen: Der Bundeswahlleiter, |                              |                   |             |             |              |              |